# Consejo Mundial de Lucha Libre
Consejo Mundial de Lucha Libre Co., Ltd. (CMLL; испанское произношение: [konˈsexo munˈdjal de ˈlutʃa ˈliβɾe], рус. Всемирный совет реслинга) — мексиканский промоушен луча либре (реслинга), базирующийся в Мехико. Ранее был известен как Empresa Mexicana de Lucha Libre (EMLL) (рус. Мексиканское предприятие рестлинга). Основан в 1933 году, является старейшей рестлинг-организацией, существующей до сих пор.
CMLL называют «серьезным и стабильным» за очень консервативный стиль букинга и традиционное использования рестлеров и их самовыражения. Вне прямых эфиров CMLL не показывает матчей, в которых один из участников истекает кровью. У них есть несколько матчей в стальной клетке и иногда проходят матчи Super Libre, где нет дисквалификаций, но в остальном они не пропагандируют различные типы матчей, которые считались бы хардкорными, а также матчи с лестницами. CMLL иногда увольняет рестлеров за чрезмерное насилие, например, использование стульев во время матча, или за использование ненормативной лексики при обращении к публике во время шоу.
CMLL в настоящее время признает и разгрывает двенадцать чемпионств мира в различных весовых категориях и классификациях, шесть чемпионств национального уровня и шесть чемпионств регионального уровня. «Юбилейное шоу CMLL» является самым продолжительным ежегодным рестлинг-шоу, начавшимся в 1934 году. В течение года CMLL также регулярно проводит крупные мероприятия под названиями Homenaje a Dos Leyendas (рус. «Почтение двум легендам»), Sin Piedad (рус. «Без милосердия»), Sin Salida (рус. «Без выхода»), Infierno en el Ring (рус. «Инферно на ринге»). С 1930-х годов CMLL регулярно проводит еженедельные шоу Super Viernes (рус. «Супер пятница»). Основатель Сальвадор Луттерот профинансировал строительство «Арены Колисео» в 1943 году, которая стала первым зданием в Мексике, построенным специально для рестлинга.

## История
До 1933 года шоу луча либре в Мексике в основном продвигались иностранными промоутерами, которые иногда проводили матчи в Мексике, или несколькими разрозненными местными промоутерами, особенно вдоль границы с США, которые привозили американских рестлеров в качестве своих главных активов.

### Создание
В 1929 году Сальвадор Луттерот Гонсалес, который в то время работал инспектором по недвижимости в мексиканском налоговом управлении, переехал в Сьюдад-Хуарес, недалеко от границы Мексики и США. Во время поездки в Эль-Пасо, Техас, Луттерот стал свидетелем шоу рестлинга и был заинтригован им, особенно греческим борцом Гасом Паппасом. Четыре года спустя Луттерот вместе со своим финансовым спонсором Франсиско Ахумадой основал компанию Empresa Mexicana de Lucha Libre (EMLL), первый в стране рестлинг-промоушен, принадлежащий мексиканцам. EMLL провела свое первое шоу 21 сентября 1933 года, которое считается «рождением луча либре», и благодаря которому Луттерот стал известен как «отец луча либре».

### Раскол и соперничество с ААА
В середине 1980-х годов бывший рестлер Антонио Пенья стал одним из главных букеров EMLL, помогая определять, кто будет выигрывать матчи, какие сюжетные линии использовать и тому подобное. Он также был лидером движения за смену названия на Consejo Mundial de Lucha Libre. Пенья часто конфликтовал с Хуаном Эррерой, другим главным букером CMLL в то время. Эррера хотел сохранить старый стиль букинга с такими тяжеловесами, как Атлантис, Эль Денди и Эль Сатанико, в то время как Пенья хотел использовать более молодых, быстро двигающихся борцов, таких как Коннан, Октагон или Маскара Саграда. В конце концов, владелец CMLL Пако Алонсо решил придерживаться стиля Эрреры.
После того как Пако Алонсо решил проигнорировать идеи Пеньи, он начал переговоры с телеканалом Televisa о финансировании нового рестлинг-промоушена, который бы обеспечивал Televisa еженедельными рестлинг-шоу. В 1992 году Пенья основал Asistencia Asesoría y Administración (AAA). Хотя Пенья технически владел промоушеном, Televisa принадлежали права на название ААА. Пенья покинул CMLL вместе с рядом молодых рестлеров, которые были недовольны своим положением. С созданием ААА промоушен заменил UWA в качестве второго главного рестлинг-промоушена Мексики, что привело к длительному соперничеству между CMLL и ААА. Начиная с 1996 года CMLL начала проводить ежегодное мартовское шоу, сначала отдавая дань уважения Сальвадору Латтероту, затем Латтероту и Эль Санто, и, наконец, превратив его в серию ежегодных шоу Homenaje a Dos Leyendas (рус. Почтение двум легендам).